# Relevans
Relevans har något som har betydelse för ett visst sammanhang. Något som har relevans är relevant.

## Konkreta relationer
Relevans är inom logiken är en egenskap som ett påstående har gentemot ett annat påstående. Om påstående A är relevant för påstående B, styrker eller avstyrker påstående A validiteten hos påstående B. Om A däremot är irrelevant för B, har sanningshalten av A ingen betydelse för (sanningshalten av) B.
Begreppet relevans står detta sammanhang endast i relation till kontexten, snarare än till konsekvensen. I en förlängning innebär detta att själva relevansen i sig kan vara mer relevant för ett påstående, än det påstående det ställs mot. Enligt exemplet ovan kan det alltså vara så att relevansen mellan påstående A och påstående B, är viktigare än de enskilda påståendena var för sig.